# Lepturges roppai
Lepturges roppai är en skalbaggsart som beskrevs av Monné 1976. Lepturges roppai ingår i släktet Lepturges och familjen långhorningar. Inga underarter finns listade i Catalogue of Life.